# Lee Greenwood
Melvin Lee Greenwood (Los Angeles, Californië, 27 oktober 1942) is een Amerikaans countryzanger en songwriter. Negentien singles van Greenwood bereikten de top 10 van de Hot Country Songs. God bless the USA bracht hij drie maal uit en werd een belangrijk lijflied tijdens verkiezingscampagnes van de Republikeinen.

## Biografie
Greenwood groeide op een boerderij in Sacramento op en leerde zichzelf vanaf zijn negende saxofoon spelen. Nog een jonge tiener, speelde hij in de country & western-band My Moondreams. Nadat zijn moeder hertrouwde, verhuisde hij op zijn dertiende met haar naar Anaheim. Hier speelde hij in verschillende country- en dixielandbands. Drie jaar later keerde hij echter terug naar Sacramento om bij zijn grootouders te gaan wonen. Vervolgens speelde hij bij de band van Chester Smith en werd hij ontdekt door Del Reeves die hem aannam als saxofonist.
In 1962 vertrok hij naar Las Vegas met zijn nieuwe formatie Apollo, die hij vijf jaar later bij terugkeer in Los Angeles omdoopte naar de Lee Greenwood Affair. Later keerde hij weer terug naar Las Vegas en hield hij zich bezig met allerlei entertainment, van (revue)zanger,  pianist en bassist, tot organist voor strippers en uitdeler van kaarten voor blackjack.
Aan het eind van de jaren zeventig ging hij naar Nashville en nam daar een aantal demo's op. In juni 1981 tekende hij bij MCA Records en aan het eind van het jaar bracht hij zijn eerste single It turns me inside out uit. Het werd een top 20-countryhit en zijn volgende single Ring on her finger, time on her hands bereikte de top 10. Het was de eerste van bij elkaar 19 singles die de top 10 bereikten. Daarnaast bracht hij duetten uit met Barbara Mandrell die eveneens hoog scoorden. De piek van zijn succes bereikte hij in het midden van de jaren tachtig.
Zijn nummer God bless the USA (1984) kwam weliswaar niet hoger dan een nummer 7-notering, maar werd populair bij verkiezingscampagnes van de Republikeinse Partij ten tijde van Ronald Reagan en George Bush. Het bracht het nummer uiteindelijk drie maal uit op een single; de tweede maal, in 2001, bereikte het nummer 16 in de Billboard Hot 100. Hij werd bekroond met verschillende muziekprijzen.
In januari 2017 zong hij zijn nummer God bless the USA op het inauguratieconcert van Donald Trump, die het nummer al gebruikte tijdens zijn succesvolle campagne.

## Discografie

### Albums
| Jaar | album                         | Country Albums | opmerkingen                          |
| ---- | ----------------------------- | -------------- | ------------------------------------ |
| 1982 | Inside out                    | 12             | goud                                 |
| 1983 | Somebody's gonna love you     | 3              | goud, nr. 73 in de Billboard 200     |
| 1984 | You've got a good love comin' | 6              | goud, nr. 195 in de Billboard 200    |
| 1985 | Streamline                    | 1              |                                      |
| 1986 | Love will find its way to you | 10             |                                      |
| 1987 | If there's any justice        | 38             |                                      |
| 1988 | This is my country            | 25             |                                      |
| 1989 | If only for one night         | 66             |                                      |
| 1990 | Oldin' a good hand            | 69             |                                      |
| 1991 | A perfect 10                  | 38             |                                      |
| 1991 | When you're in love           | -              |                                      |
| 1992 | American patriot              | 68             | platina, nr. 172 in de Billboard 200 |
| 1992 | Love's on the way             | -              |                                      |
| 1995 | Totally devoted to you        | -              |                                      |
| 1998 | Wounded heart                 | -              |                                      |
| 2000 | Same river different bridge   | -              |                                      |
| 2000 | Good old country              | 66             |                                      |
| 2002 | Inspirational songs           | -              |                                      |
| 2003 | Stronger than time            | -              |                                      |

### Singles
| Jaar | single                                             | Hot Country Songs | opmerkingen                                |
| ---- | -------------------------------------------------- | ----------------- | ------------------------------------------ |
| 1981 | It turns me inside out                             | 17                |                                            |
| 1982 | Ring on her finger, time on her hands              | 5                 |                                            |
| 1982 | She's lying                                        | 7                 |                                            |
| 1982 | Ain't no trick (It takes magic)                    | 7                 |                                            |
| 1983 | I.O.U.                                             | 6                 | nr. 53 in de Billboard Hot 100             |
| 1983 | Somebody's gonna love you                          | 1                 | nr. 96 in de Billboard Hot 100             |
| 1983 | Going, going, gone                                 | 1                 |                                            |
| 1984 | God bless the USA                                  | 7                 |                                            |
| 1984 | Fool's gold                                        | 3                 |                                            |
| 1984 | You've got a good love comin'                      | 9                 |                                            |
| 1984 | To me                                              | 3                 | met Barbara Mandrell                       |
| 1984 | The wind beneath my wings                          | -                 | nr. 49 in het Verenigd Koninkrijk          |
| 1985 | It should have been love by now                    | 19                | met Barbara Mandrell                       |
| 1985 | Dixie road                                         | 1                 |                                            |
| 1985 | I don't mind the thorns (if you're the rose)       | 1                 |                                            |
| 1985 | Don't underestimate my love for you                | 1                 |                                            |
| 1986 | Hearts aren't made to break (they're made to love) | 1                 |                                            |
| 1986 | Didn't we                                          | 10                |                                            |
| 1986 | Mornin' ride                                       | 1                 |                                            |
| 1987 | Someone                                            | 5                 |                                            |
| 1987 | If there's any justice                             | 9                 |                                            |
| 1987 | Touch and go crazy                                 | 5                 |                                            |
| 1988 | I still believe                                    | 12                |                                            |
| 1988 | You can't fall in love when you're cryin'          | 20                |                                            |
| 1989 | I'll be lovin' you                                 | 16                |                                            |
| 1989 | I love the way he left you                         | 43                |                                            |
| 1989 | I go crazy                                         | 55                |                                            |
| 1990 | Holdin' a good hand                                | 2                 |                                            |
| 1990 | We've got it made                                  | 14                |                                            |
| 1991 | Just like me                                       | 52                |                                            |
| 1991 | Hopelessly yours                                   | 12                | met Suzy Bogguss                           |
| 1991 | Between a rock and a heartache                     | 46                |                                            |
| 1992 | If you'll let this fool back in                    | 58                |                                            |
| 1992 | Before i'm ever over you                           | 73                |                                            |
| 2001 | God bless the USA                                  | 16                | re-release, nr. 16 in de Billboard Hot 100 |
| 2002 | Rocks that you can't move                          | -                 |                                            |
| 2003 | God bless the USA                                  | -                 | re-release                                 |
| 2003 | When a woman's in love                             | -                 |                                            |
| 2008 | Usa today                                          | -                 |                                            |
| 2009 | Why lie                                            | -                 |                                            |

- Gemeinsame Normdatei: 119159279
- International Standard Name Identifier: 0000 0003 7406 7550
- Library of Congress Control Number: n91072723
- MusicBrainz: 6038dd90-1ae4-40b0-b2b7-8087fcbedc03
- Nationale Bibliotheek van Tsjechië: xx0130093
- Nederlandse Thesaurus van Auteursnamen: 073499358
- Virtual International Authority File: 79412786
- WorldCat: E39PBJfCrfcVDKVwyMgC8Jwpyd